# Pseudomeloe collegialis
Pseudomeloe collegialis là một loài bọ cánh cứng trong họ Meloidae. Loài này được Audouin in Guérin-Méneville miêu tả khoa học năm 1835.